# Eugene Ulrich
Eugene Ulrich (abbreviato come "Gene" Ulrich; Louisville, 5 novembre 1938) è un docente statunitense, esperto dei manoscritti del Mar Morto.
È stato professore emerito di scrittura ebraica e teologia presso il Dipartimento di Teologia dell'Università di Notre Dame, nella cattedra intitolata in onore di John A. O'Brien. È stato redattore capo dell'edizione critica dei testi biblici dei Rotoli del Mar Morto e uno dei tre editori generali dello Scrolls International Publication Project. Ulrich ha collaborato con altri due caporedattori di questo progetto: John Strugnell ed Emanuel Tov.

## Biografia
Nel 1964 Eugene Ulrich conseguì il Ph.L. alla Loyola University.. Nel 1970 completò il Master of Divinity presso il seminario gesuita del Woodstock College. Entrato all'Università di Harvard, ultimò il Master of Arts e il dottorato, rispettivamente nel '67 e nel '75.
Insieme a Martin Abegg e Peter Flint, Ulrich è uno dei coautori della The Dead Sea Scrolls Bible .  Specialista dei testi dei Settanta, dei rotoli del Mar Morto e delle Scritture Ebraiche, è stato anche membro dei gruppi di traduzione della New Revised Standard Version, della Modern English Version e della New American Bible.
Ha dato alle stampe cinque dei 40 volumi dell'edizione critica Discoveries in the Judaean Desert, l'editio princeps dei manoscritti del Mar Morto, pubblicata dalla Oxford University Press ed è stato redattore di area della Encyclopedia of the Dead Sea Scrolls, della stessa casa editrice. Nominato ai lettorati a Oxford in onore del biblista Edward William Grinfield, è stato per due volte presidente dell'International Organization for Septuagint and Cognate Studies ed è stato invitato come fellow all'Institute for Advanced Studies dell'Università Ebraica di Gerusalemme. Negli anni Duemila, è stato eletto presidente della Catholic Biblical Association e membro dell'American Academy of Arts and Sciences.

## Premi e riconoscimenti
- 1981: Guggenheim Fellowship[4];
- 2001: fellow dell'American Academy of Arts and Sciences[5].

Inoltre, è stato premiato con una medaglia dall'Università di Helsinki e ha ricevuto svariati finanziamenti da parte del National Endowment for the Humanities.

## Pubblicazioni
- Discoveries in the Judaean Desert, Volume XII. Qumran Cave 4: VII: Genesis to Numbers edito da Eugene Ulrich, Frank Moore Cross and James R. Davila, pubblicato dalla Oxford University Press
- The Dead Sea Scrolls Bible, Eugene Ulrich, Martin Abegg and Peter Flint, pubblicato da HarperCollins
- Modern English Version: Amos, edito da Eugene Ulrich, Stanley M. Horton e James F. Linzey, pubblicato da Passio.